# جینینگ (شاندونگ)
جینینگ (شاندونگ) (به لاتین: Jining) یک سکونتگاه مسکونی در جمهوری خلق چین است که در شاندونگ واقع شده است.

## خصوصیات
جینینگ ۱۱٬۲۸۵ کیلومترمربع مساحت و ۸٬۳۱۳٬۰۶۱ نفر جمعیت دارد.